# تأسیسات آزمایشی وایت‌سند
تأسیسات آزمایشی وایت‌سند (به انگلیسی: White Sands Test Facility) یک مرکز ناسا واقع در لاس کروسس است. این تأسیسات در سال ۱۹۶۳ به‌منظور آزمایش دستگاه موتور راکت، آزمایش و ارزیابی خطرات، اجزای پرواز فضایی، و پیشرانش فضایی ایجاد شد.